# Saint-Sulpice-et-Cameyrac
Saint-Sulpice-et-Cameyrac – miejscowość i gmina we Francji, w regionie Nowa Akwitania, w departamencie Żyronda. Nazwa miejscowości pochodzi od imienia św. Sulpicjusza.
Według danych na rok 1990 gminę zamieszkiwało 3520 osób, a gęstość zaludnienia wynosiła 234 osób/km² (wśród 2290 gmin Akwitanii Saint-Sulpice-et-Cameyrac plasuje się na 124. miejscu pod względem liczby ludności, natomiast pod względem powierzchni na miejscu 758.).